# Kraiburg am Inn
Kraiburg am Inn è un comune tedesco di 4 035 abitanti, situato nel land della Baviera.